# シャンギロンゴ
シャンギロンゴ（西: Changuirongo）は、1940年代からメキシコで飲まれていたカクテルであり、テキーラをジンジャーエール、コーラといったような甘みのある炭酸飲料で割った飲み物である。
1950年代にメキシコハリスコ州の町テキーラにあるLa CapillaのオーナーDon Javier Delgadoはシャンギロンゴのバリエーションとしてバタンガを考案した。